# Haci
Haci, najsjevernija skupina Gradišćanskih Hrvata koji žive u selima sjeverno od Nežiderskog jezera u Austriji. Pandrof (Parndorf), Novo Selo (Neudorf) i Bijelo Selo (Pama), te u Slovačkoj u bivšim selima blizu Bratislave (danas gradske četvrti): Čunovo, Hrvatski Jandrof, Devinsko Novo Selo i Rosvar a u Mađarskoj (Bizonja i Kemlja). Glavnom gradsko središte je Nežider ili Niuzalj (Neusiedl am See). 